# جاده ئی۶۰۴ اروپا
جاده ئی۶۰۴ اروپا (به انگلیسی: European route E604) یکی از جاده‌های درجه ۲ قاره اروپا است.
این جاده که در کشور فرانسه قرار دارد از شهر تور شروع شده و در شهر ویرزون به پایان می‌رسد.